# Earl Barrett
Earl Delisser Barrett (født 28. april 1967 i Rochdale, England) er en engelsk tidligere fodboldspiller (forsvarer).
Gennem karrieren repræsenterede Barrett blandt andet Oldham, Aston Villa og Everton. Hos Aston Villa var han i 1994 med til at vinde Liga Cuppen.
Barrett spillede desuden tre kampe for det engelske landshold, som han debuterede for 3. juni 1991 i en venskabskamp mod New Zealand.

## Titler
Liga Cup
- 1994 med Aston Villa